# Pyrus sachokiana
Pyrus sachokiana är en rosväxtart som beskrevs av Schushana Ilyinichna Kuthatheladze. Pyrus sachokiana ingår i släktet päronsläktet, och familjen rosväxter. Inga underarter finns listade i Catalogue of Life.